# Млин динамічного самоподрібнення

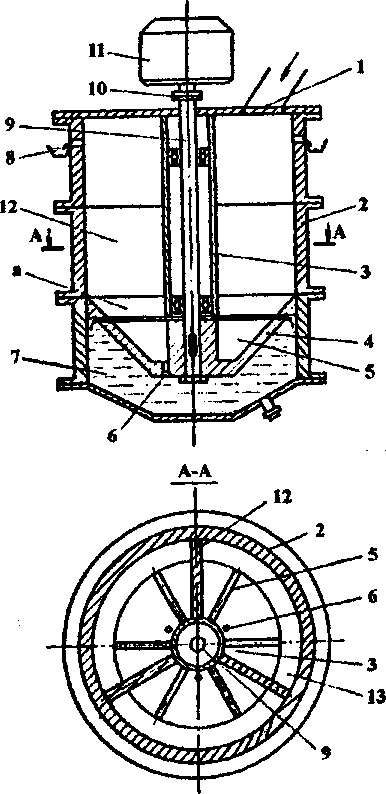
Барабан млина динамічного самоподрібнення типу «МАЯ» в розрізі: 1 — лоток; 2 — корпус; 3 — вертикальний циліндр; 4 — чашоподібний ротор; 5 — перегородки; б -заглибина для подачі води; 7 — ємність; 8 — зливні отвори; 9 — головний вал; 10 — муфта; 11 — електродвигун; 12 — перегородки; 13 — конусоподібний виступ.

Млин динамічного самоподрібнення (МАЯ) — новий у техніці подрібнення спосіб динамічного самоподрібнення мінеральної сировини, принциповою особливістю якої є формування руйнованого матеріалу у вигляді вертикального циліндрового стовпа. Нижня частина цього стовпа приводиться в обертання чашоподібним ротором, з внутрішньою порожниною, розділеною вертикальними перегородками на секції. Подрібнення руди з використанням способу динамічного самоподрібнення здійснюється в млині типу «МАЯ» (рис.).
Дослідно-промислові установки динамічного самоподрібнення мінеральної сировини випробовувалися при подрібненні марганцевої руди на заводі «Електроцинк» в м. Орджонікідзе, при подрібненні мідної руди на збагачувальній фабриці Урупського ГЗК (Північний Кавказ), при помолі антрациту і нафтового коксу на електродному заводі в м. Запоріжжя і ін.
На моделях експериментальних зразків машин типу «МАЯ» (МАЯ-3; МАЯ-Р4,5; МАЯ-Р6; МАЯ-К10), що діють, в процесі промислових випробувань отримані вищі показники в порівнянні з діючим подрібнюючим устаткуванням.
Так, при зіставленні питомих показників продуктивності дослідної моделі МАЯ-Р6, встановленої на збагачувальній фабриці Урупського ГЗК, з показниками кульових млинів чітко виявилася перевага інтенсивнішого процесу динамічного самоподрібнення.
Питома продуктивність по початковій руді становила в моделі МАЯ-Р6 близько 3,7 т/(м3/год), а у промислових барабанних млинів МШР-3200х3100, встановлених на збагачувальній фабриці в I стадії, — близько 2,3 т/(м3/год).
На ОП ОСКТБ інституту Механобрчермет проведені випробування млина динамічного самоподрібнення типу МАЯ-К10 з метою перевірки працездатності млина типу МАЯ при подрібненні магнетитових кварцитів і визначення показників подрібнення при мокрому способі помолу. У інституті Механобрчермет були проведені випробування зразка млина промислових розмірів. Випробування проводилися на руді поточної здобичі кар'єру ЮГЗКа. Аналіз результатів показав, що в процесі випробувань досягнута максимальна продуктивність по початковій руді 6,6 т/год, при цьому споживана потужність 58 кВт, що становить 77,2 % встановленої потужності двигуна млина. Це указує на резерв потужності приводу млина і можливість підвищення її продуктивності при даних конструктивних і технологічних параметрах роботи млина. Проте реалізувати це не можна через заклинювання робочого органу млина і неможливості запуску її під завалом. Максимальна питома продуктивність по початковій руді, досягнута в процесі випробувань становила 2,87 т/(м3/год), у середньому на 20-30 % вище, ніж цей же показник млинів самоподрібнення ММС-90х30А. Проте при цьому питома продуктивність по класу мінус 0,07 мм становила від 0,05 до 0,28 т//м3/год/, що в середньому у 10 разів нижче, ніж на цих же млинах самоподрібнення.
У результаті випробувань встановлено, що питомі витрати електроенергії на 1 т початкової руди становили від 4,95 до 8,82 кВт·год/т, а по класу мінус 0,07 від 71,0 до 152,7 кВт·год/т, тобто, показник енергомісткості з початкової руди млинів динамічного самоподрібнення знаходиться на одному рівні з барабанними млинами самоподрібнення, а з готового класу цей показник на порядок вищий.